# Evropská integrace bez iluzí
Evropská integrace bez iluzí je kniha Václava Klause, která vyšla roku 2011 a shrnuje názory bývalého českého prezidenta na sjednocování Evropy. Kniha je doprovázena kreslenými vtipy výtvarníka Jiřího Slívy.

## Obsah
Autor stručně popisuje dějiny evropské integrace s podrobnějším důrazem na poválečné dějiny, především pak historii Evropské unie od Maastrichtské smlouvy po Řeckou krizi.
Kriticky hodnotí ekonomický přínos integrované Evropy a předkladá alternativu v existenci samostatných států spojených dobrovolnou mezivládní spoluprací. Shrnuje vztah jednotlivých subjektů české politické scény k evropské integraci a obhajobě národních zájmů, popisuje vlastní podíl na politice České republiky k Evropské unii, například okolnosti prezidentova podpisu Lisabonské smlouvy. 

## Přijetí
V roce 2011 získala kniha cenu Český Bestseller - 2011 - Eseje, úvahy, fejetony udělovanou na základě celkových prodejů v internetovém obchodě a síti knihkupectví KNIHCENTRUM.cz.

## Recenze
Michal Kašpárek z magazínu Finmag oceňuje dílčí pravdivá tvrzení autora, převažuje však kritické hodnocení. Vytýká Václavu Klausovi neprůhlednost ideových východisek, argumentační „fauly“, používání slovní vaty či neschopnost vysvětlit rozpor mezi svými postoji a činy. Kašpárek například postrádá hlubší vysvětlení opakovaného tvrzení, že zárukou svobod jednotlivce a demokratické společnosti je právě národní stát, i když Klaus podle něj správně tvrdí, že „národní nerovná se etnicky čistý“. Z etického hlediska polemizuje s Klausovou obhajobou podpisu Lisabonské smlouvy.

## Bibliografické údaje
- KLAUS, Václav. Evropská integrace bez iluzí. Ilustrace Jiří Slíva. 1. vyd. Praha: Euromedia Group, k.s. - Knižní klub, 2011. 152 s. ISBN 978-80-242-3326-0.